# Drassodes albicans
Drassodes albicans es una especie de araña araneomorfa del género Drassodes, familia Gnaphosidae. La especie fue descrita científicamente por Simon en 1878.
La longitud del cuerpo del macho es de 5,5-13,5 milímetros y de la hembra 10,0-13,5 milímetros. Suele ser encontrada a altitudes de 1200-1650 metros. La especie se distribuye por el Mediterráneo.